# E trentuno con la morte...
E trentuno con la morte... è un romanzo del 2003 di Giulio Leoni.

## Trama
Il romanzo è ambientato durante l'impresa dannunziana di Fiume. Gabriele D'Annunzio organizza una cena diplomatica in stile futurista presso il nosocomio della città, gestito dal misterioso dottor Zoser. Durante il banchetto, lo stesso Zoser viene trovato ucciso, vittima di una macchina di sua invenzione. Lo strumento serviva per misurare l'attività elettrica cerebrale ma, usata a un voltaggio sbagliato, ha provocato la morte dello scienziato. Il Vate incarica il tenente Cesare Marni di scoprire l'autore del delitto. L'indagine si rivela più complessa del previsto e porterà il giovane legionario a scoprire complotti e segreti, in una città di confine ancora scossa dalla recente disgregazione dell'impero austro-ungarico.

## Edizioni
- Giulio Leoni, E trentuno con la morte..., collana I Classici del Giallo, n. 948, Arnoldo Mondadori Editore, 2003.